# Araǰin Xowmb 2025-2026
L'Araǰin Xowmb 2025-2026 è la 35ª edizione della seconda serie del campionato armeno di calcio. La stagione è iniziata il 5 agosto 2025.

## Stagione

### Novità
Nella passata stagione, il BKMA Erevan 2 si è classificato al primo posto, ma essendo la seconda squadra di una formazione già militante in Bardsragujn chumb, non è stata ammessa alla massima serie. Il Syunik, arrivato secondo e avente diritto alla promozione, ha rinunciato alla massima serie per carenze strutturali: lo stadio di Kapan non rispetta gli standard per la disputa delle gare di massima serie. Dalla Bardsragujn chumb 2024-2025 non vi è stata alcuna retrocessione.
Araks Ararat, Hayq, Sardarapat e Van Charentsavan 2 sono state ammesse a questa edizione del torneo. Il Nikarm, invece, non ne ha preso parte.

### Formato
Le sedici squadre si affrontano due volte, per un totale di trenta giornate. La prima classificata, viene promossa in Bardsragujn chumb 2026-2027.

## Squadre partecipanti
| Club               | Città        | Stadio                           | Stagione precedente |
| ------------------ | ------------ | -------------------------------- | ------------------- |
| Andranik           | Vardenis     | Stadio comunale di Sevan         | 7º in Araǰin Xowmb  |
| Araks Ararat       | Ararat       | Centro sportivo K. Hovhannisyan  | -                   |
| Ararat 2           | Erevan       | Centro sportivo di Dzoraghbyur   | 9º in Araǰin Xowmb  |
| Ararat-Armenia 2   | Erevan       | FFA Academy Stadium              | 11º in Araǰin Xowmb |
| Bentonit           | Ijevan       | Stadio comunale di Vanadzor      | 10º in Araǰin Xowmb |
| BKMA Erevan 2      | Erevan       | FFA Academy Stadium              | 1º in Araǰin Xowmb  |
| Hayq               | Spitak       | Stadio comunale di Vanadzor      | -                   |
| Lernayin Artsakh   | Goris        | Stadio Kasakhi marzik (Ashtarak) | 4º in Araǰin Xowmb  |
| Mika Erevan        | Erevan       | Stadio RCCSD                     | 12º in Araǰin Xowmb |
| Noah 2             | Erevan       | Centro sportivo di Echmiadzin    | 3º in Araǰin Xowmb  |
| P'yownik 2         | Erevan       | Stadio P'yownik                  | 6º in Araǰin Xowmb  |
| Sardarapat         | Armavir      | Stadio comunale di Armavir       | -                   |
| Širak 2            | Gyumri       | Stadio comunale di Gyumri        | 8º in Araǰin Xowmb  |
| Syunik             | Kapan        | Stadio Lernagorts                | 2º in Araǰin Xowmb  |
| Urartu 2           | Erevan       | Stadio Urartu                    | 5º in Araǰin Xowmb  |
| Van Charentsavan 2 | Charentsavan | Stadio comunale di Charentsavan  | -                   |

## Classifica
Aggiornata al 16 agosto 2025.
|  | Pos. | Squadra            | Pt | G | V | N | P | GF | GS | DR |
|  | ---- | ------------------ | -- | - | - | - | - | -- | -- | -- |
|  | 1.   | Sardarapat         | 6  | 2 | 2 | 0 | 0 | 6  | 1  | +5 |
|  | 2.   | Ararat 2           | 6  | 2 | 2 | 0 | 0 | 4  | 1  | +3 |
|  | 3.   | Lernayin Artsakh   | 6  | 2 | 2 | 0 | 0 | 3  | 0  | +3 |
|  | 4.   | Syunik             | 6  | 2 | 2 | 0 | 0 | 3  | 1  | +2 |
|  | 5.   | BKMA Erevan 2      | 4  | 2 | 1 | 1 | 0 | 4  | 3  | +1 |
|  | 6.   | Ararat-Armenia 2   | 3  | 2 | 1 | 0 | 1 | 4  | 3  | +1 |
|  | 7.   | Araks Ararat       | 3  | 2 | 1 | 0 | 1 | 2  | 2  | 0  |
|  | 8.   | Hayq               | 3  | 2 | 1 | 0 | 1 | 2  | 2  | 0  |
|  | 9.   | Andranik           | 3  | 2 | 1 | 0 | 1 | 1  | 1  | 0  |
|  | 10.  | P'yownik 2         | 2  | 2 | 0 | 2 | 0 | 1  | 1  | 0  |
|  | 11.  | Širak 2            | 1  | 2 | 0 | 1 | 1 | 0  | 1  | -1 |
|  | 12.  | Noah 2             | 1  | 2 | 0 | 1 | 1 | 1  | 3  | -2 |
|  | 13.  | Urartu 2           | 1  | 2 | 0 | 1 | 1 | 1  | 4  | -3 |
|  | 14.  | Bentonit           | 0  | 2 | 0 | 0 | 2 | 2  | 4  | -2 |
|  | 15.  | Mika Erevan        | 0  | 2 | 0 | 0 | 2 | 4  | 7  | -3 |
|  | 16.  | Van Charentsavan 2 | 0  | 2 | 0 | 0 | 2 | 1  | 5  | -4 |

Legenda:
      Promossa in Bardsragujn chumb 2026-2027
Note:
Tre punti a vittoria, uno a pareggio, zero a sconfitta.
In caso di arrivo di due o più squadre a pari punti, la graduatoria verrà stilata secondo la classifica avulsa tra le squadre interessate.

## Risultati
Aggiornati al 19 agosto 2025.
|                    | And  | Ara  | Art  | AAr  | Ben  | BKM  | Hay  | Ler  | Mik  | Noa  | P'yo | Sar  | Šir  | Syu  | Ura  | Van  |
| ------------------ | ---- | ---- | ---- | ---- | ---- | ---- | ---- | ---- | ---- | ---- | ---- | ---- | ---- | ---- | ---- | ---- |
| Andranik           | –––– | -    | -    | -    | -    | -    | 0-1  | -    | 1-1  | -    | -    | -    | -    | -    | -    | -    |
| Araks Ararat       | -    | –––– | -    | -    | 2-1  | -    | -    | -    | -    | -    | -    | -    | -    | -    | -    | -    |
| Ararat 2           | -    | -    | –––– | -    | -    | -    | -    | -    | -    | -    | -    | -    | -    | -    | -    | 2-0  |
| Ararat-Armenia 2   | 0-1  | -    | -    | –––– | -    | -    | -    | -    | 4-2  | -    | -    | -    | -    | -    | -    | -    |
| Bentonit           | -    | -    | 1-2  | -    | –––– | -    | 1-0  | -    | -    | -    | -    | -    | -    | -    | -    | -    |
| BKMA Erevan 2      | -    | -    | -    | -    | -    | –––– | -    | 0-0  | -    | -    | -    | -    | -    | -    | -    | -    |
| Hayq               | -    | -    | -    | -    | -    | -    | –––– | -    | -    | -    | -    | -    | -    | 1-2  | -    | -    |
| Lernayin Artsakh   | -    | -    | -    | -    | -    | -    | -    | –––– | -    | 2-0  | -    | -    | -    | -    | -    | -    |
| Mika Erevan        | -    | -    | -    | -    | -    | 2-3  | -    | -    | –––– | -    | -    | -    | -    | -    | -    | -    |
| Noah 2             | -    | -    | -    | -    | -    | 1-1  | -    | -    | -    | –––– | 0-0  | -    | -    | -    | -    | -    |
| P'yownik 2         | -    | -    | -    | -    | -    | -    | -    | -    | -    | -    | –––– | -    | 0-0  | -    | -    | -    |
| Sardarapat         | -    | -    | -    | -    | -    | -    | -    | -    | -    | -    | -    | –––– | -    | -    | 3-0  | -    |
| Širak 2            | -    | -    | -    | -    | -    | -    | -    | 0-1  | -    | -    | -    | 1-5  | –––– | -    | -    | -    |
| Syunik             | -    | 1-0  | -    | 3-0  | -    | -    | -    | -    | -    | -    | -    | -    | -    | –––– | -    | -    |
| Urartu 2           | -    | -    | 1-0  | -    | -    | -    | -    | -    | -    | -    | 1-1  | -    | -    | -    | –––– | -    |
| Van Charentsavan 2 | -    | 0-1  | -    | -    | -    | -    | -    | -    | -    | -    | -    | 1-3  | -    | -    | -    | –––– |

## Individuali

### Classifica marcatori
| Gol |  |  | Giocatore | Squadra |
| --- |  |  | --------- | ------- |